# Taifa di Segorbe

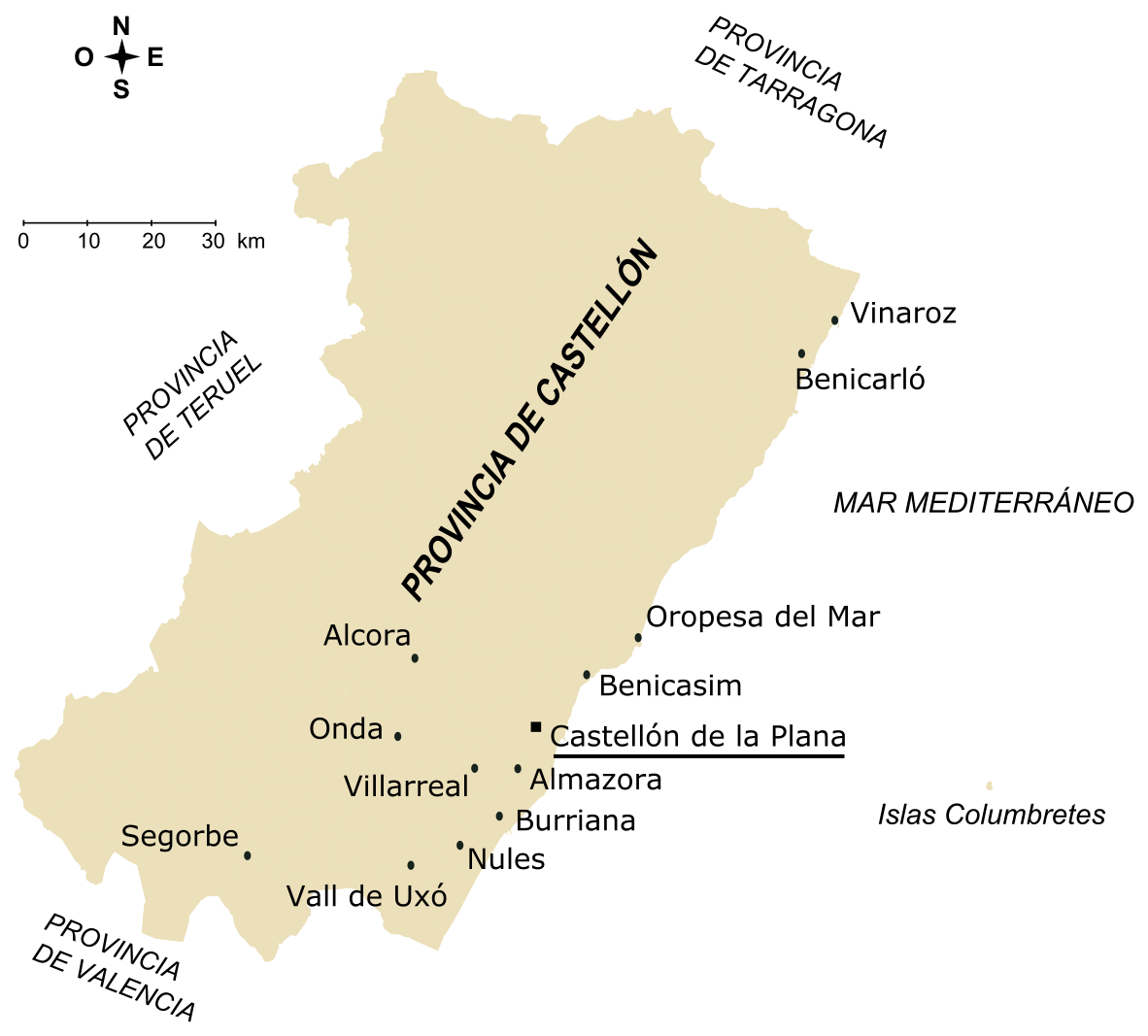
la Taifa di Segorbe si trovava nella parte meridionale della provincia di Castellon

La Taifa di Segorbe era un regno Islamico taifa situato nell'attuale Spagna di levante, che esistette per un breve periodo, dal 1065 al 1075. 

La Taifa di Segorbe si trovava nella parte meridionale dell'attuale provincia di Castellon.

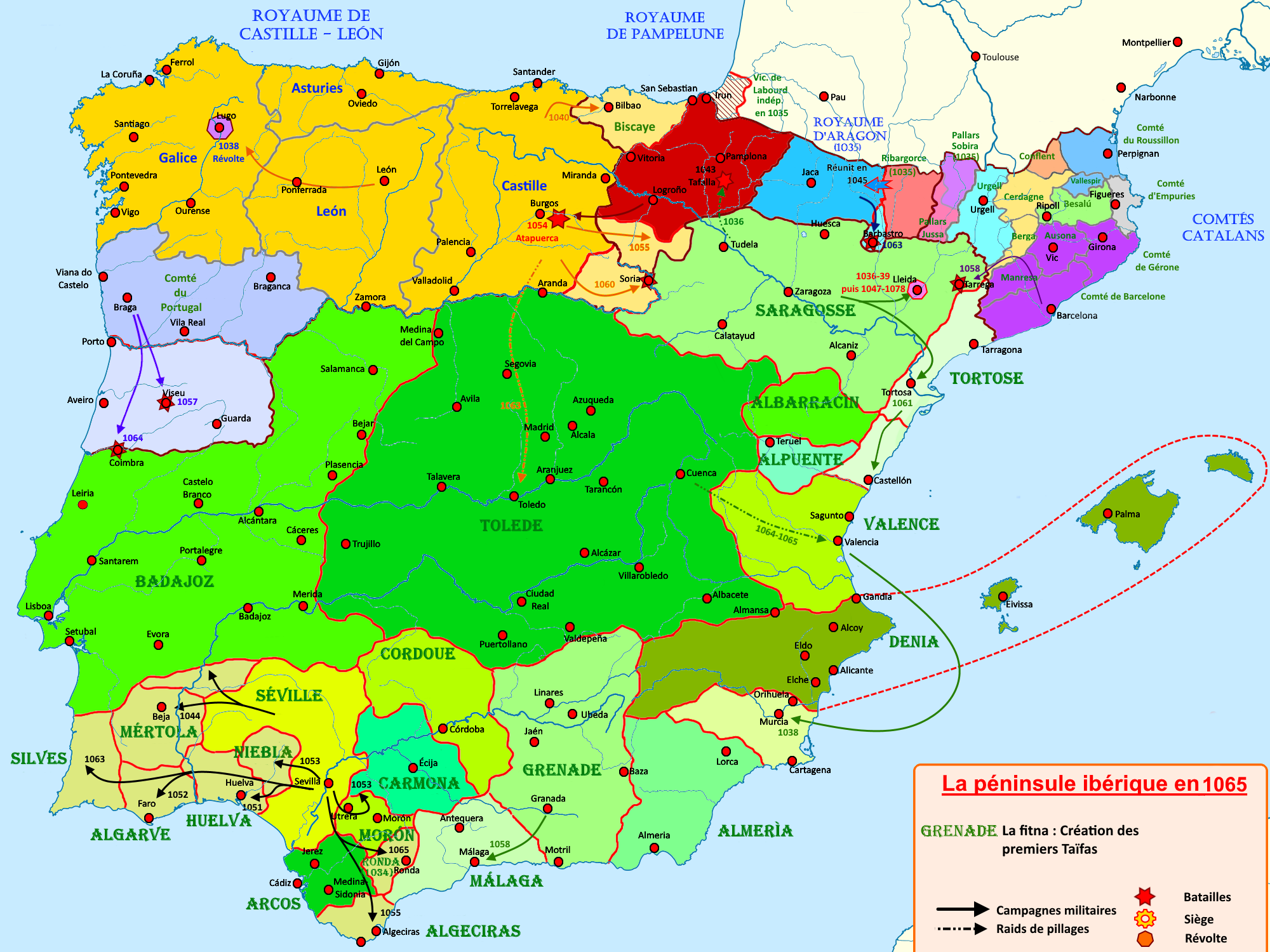
Taifa di Valencia nel 1065; la Taifa di Segorbe si trovava a nord vicino a Castellon

## Storia
Segorbe e la zona circostante facevano parte della Taifa di Valencia, sino a quando, nel 1065, come riportano sia Iberia: al-Andalus che la CRONOLOGÍA DE REINOS Y TAIFAS EN AL-ANDALUS, Ibn Yasin si proclamò re della taifa.

Ibn Yasin era un Yasinide, discendente dalla famiglia dei BANU YASIN. 

Tra il 1075 ed il 1076 al-Muqtadir, re della Taifa di Saragozza, dopo aver conquistato la Taifa di Tortosa, occupò anche la taifa di Segorbe.

Quando, tra il 1087 e il 1089 el Cid rese tributari i regni musulmani di Taifa di Albarracín e di Alpuente e poi si recò a Valencia, con truppe miste, cristiane e musulmane, divenendo il protettore dell'emiro della taifa, Yaḥyā al-Qādir, occupò anche Segorbe, che rimase occupata dagli aragonesi sino al 1103.

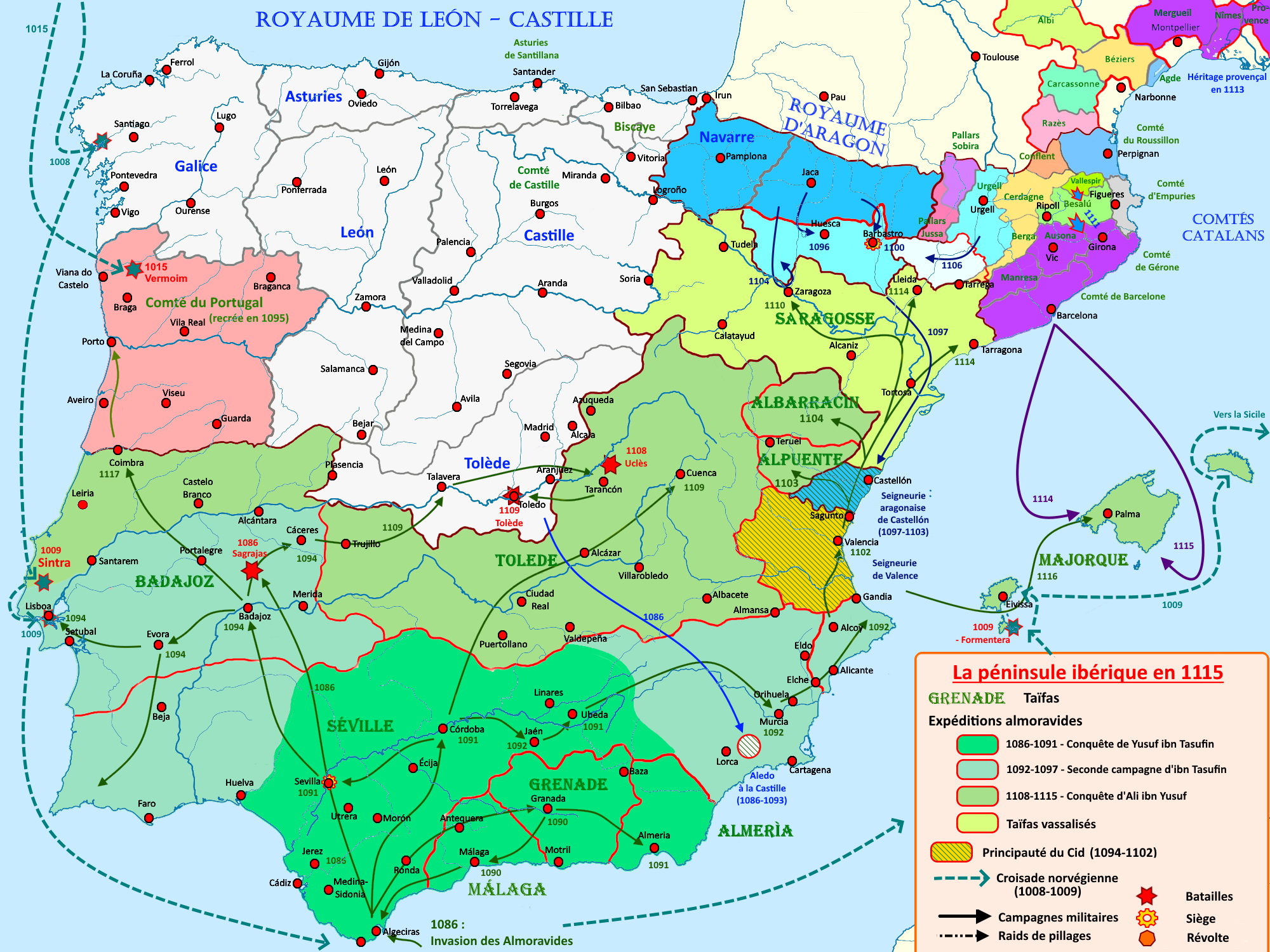
zona occupata dagli aragonesi attorno a Castellon

Infine all'inizio del secolo XII Segorbe fu conquistata e assoggettata al califfato Almoravide.
Intorno al 1234, Zayd Abu Zayd, ultimo governatore almohade di Valencia, detronizzato da Zayyan ibn Mardanish, pose Segorbe al servizio di Giacomo I d'Aragona insieme a Peñíscola, Morella, Cullera, Alpuente e Jérica. Nonostante la decisione del loro signore, la popolazione musulmana non volle arrendersi a Giacomo I e le truppe cristiane conquistarono la piazza nel 1235, come riporta il Muslim Spain and Portugal: A Political History of al-Andalus.

### Fonti primarie
- (EN)  Muslim Spain and Portugal: A Political History of al-Andalus

### Letteratura storiografica
- La recomquista